# 李鵬
李 鵬（り ほう、原名：李 遠芃、簡体字：李 鹏、繁体字：李 鵬、英語：Li Peng、リー・ポン、1928年10月20日 - 2019年7月22日）は、中華人民共和国の政治家。第4代国務院総理、第7代全国人民代表大会常務委員長、党中央政治局常務委員などを務めた。

## 経歴

### 生い立ち
本貫四川省成都。父は宜賓市慶府縣（今の高県）生まれ。
1928年10月20日に上海特別市に誕生する。李鵬の父の李碩勛は中国共産党初期の指導者であったが、国民党に処刑されたと言われる。初代国務院総理の周恩来・鄧穎超夫妻は子供に恵まれなかったため孤児を引き取って養っており、李鵬もその1人であった。李鵬は建国の元老である養父母を後ろ盾としたため、太子党の先駆けともされる。

### テクノクラート
1945年11月に中国共産党に入党する。1948年から1955年までソ連に留学し、モスクワ科学動力学院で水力エンジニアリングを学ぶ。帰国後にエンジニアとして東北電管局所属の豊満水利発電廠や阜新発電廠で発電作業に従事した。1966年からは華北電管局所属の北京供電局に異動し、1979年に電力部に移った。
1979年から1983年にかけて電力工業部副部長、電力工業部長、水利電力部副部長を歴任してテクノクラートとして活動した。1982年9月の第12回党大会で中央委員に選出された。

### 国務院総理へ
1983年6月に国務院副総理となる。1985年の第12期党中央委員会第5回全体会議（第12期5中全会）で政治局委員、中央書記処書記に選出する。同年6月に国家教育委員会主任（大臣級）に就任した。
1987年11月の第13期1中全会で党総書記に就任した趙紫陽の後任として国務院総理に指名され、政治局常務委員に選出される。1988年4月9日に正式に国務院総理に就任した。
経済政策は引き続き趙紫陽が主管していたが、鄧小平が推進した価格改革によってハイパーインフレが発生し、趙紫陽は経済政策の転換を迫られた。李鵬は趙紫陽に替わって経済政策の実権を握り、1988年9月末の第13期3中全会で党指導部は経済改革をトーン・ダウンし、「調整・引き締め」を行うことを決定した。ただし、李鵬も総理就任の活動報告で、価格改革の必要性を訴えていた。

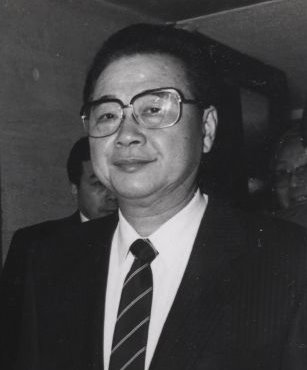
強硬派の立場をとり、「北京の虐殺者」と呼ばれた李鵬首相

国内政策では一貫して強硬策を主張し、1989年5月20日に中国中央テレビで李鵬は戒厳令を公布し、その後第二次天安門事件が起きた。趙紫陽が北朝鮮の訪問中に留守を託された李鵬ら保守派は鄧小平に事態を誇張して報告し、鄧小平は民主化学生運動を動乱と認定する。その意向は同年4月26日付『人民日報』社説である「旗幟鮮明に動乱に反対せよ」に反映されていた。この社説に対する見解を巡って趙紫陽と決裂し、学生との対話でも小馬鹿にした態度に終始した。李鵬は「北京屠夫」（北京の虐殺者）・「六四屠夫」（天安門事件の虐殺者）と非難された。
天安門事件によって趙紫陽総書記と胡啓立政治局常務委員の失脚が確定的となった後、鄧小平たち八大元老は総書記の人選に入ったが、李鵬が候補として挙げられた形跡は無く、上海市党委員会書記で学生デモや『世界経済導報』停刊の対応を評価された江沢民（当時政治局委員）の後塵を拝することになった。学生運動の開始後ずっと前面に出ていたため、国内外に対する印象の悪さも考慮されたと思われる。天安門事件以降経済の自由化にも消極的な李鵬ら保守派の影響力が強まり、改革開放路線は停滞すると、政局安定のために保守派と妥協していた鄧小平もついに業を煮やし、1992年の旧正月に広東省・深圳市などの経済特区を突如訪れ、改革開放路線の推進・加速を訴える談話を発表して回った（南巡講話）。これ以降改革派が勢いづき、李鵬ら保守派は影響力を失っていった。
政局及び政策の転換により1993年の任期をもって国務院総理を退任し、経済通の朱鎔基が後継者となるという見解が大勢を占めていたが、これに反して続投が決まった。総理候補として挙がったのが李鵬だけだった為事実上の信任投票となったが、反対票は曽慶紅（2003年に国家副主席に就任した。）と同率の12.5パーセント（反対210票）に達した。
1994年に国内の大反対を押し切って三峡ダムの着工を強行した。家族に電力会社の関係者が多く、批判を集めた。「汚職の温床」と化した本工事は総工費2000億元のうち34億元が賄賂・汚職に消えたと言われ、中でも李鵬はダム建設に使われる資材や設備の購入を通じて外国企業から巨額の賄賂を受けたとされる。更に三峡ダムを管理・運営する中国長江三峡集団傘下にある長江電力が香港証券取引所に上場した際には、息子の李小鵬や娘の李小琳の会社や妻の朱琳が経営する会社も同グループの株式を大量に購入し、巨額の利益を手にしたとされる。

### 日本について
1996年には日本について、オーストラリアのポール・キーティング首相が中国を訪問した時に、「日本は40年後には消えるかもしれない。」あるいは「30年もしたら日本は大体潰れるだろう。」といった内容の発言をしたとされている。
これについて笠原潤一参議院議員は「アメリカ人の方はどちらかというと日本人よりも中国人の方に親近感を感じているわけです、長い歴史の上から言っても。中国人社会がいかにアメリカの中に溶け込んでいるかというのは日本人社会以上ですから。そういう点から言えば、時々は米中はギスギスしますけれども、お互いの話というのは、コミュニケーションというのは非常にいいわけです、これはもう第二次世界大戦の例を見ても分かるように。ですから、その点では我々はそういう点をもう少し認識しないと、日米というよりも中米の方が本当を言えばタイトなんですよ、いろんなことから言って非常に関係が深い訳ですから。そういう点で、その点もしっかり把握しておかないと日米という問題は将来大変なことになるだろう。」とアメリカ・中国・日本の関係を話した上で、次のように報告している。

### 国務院総理退任後
1998年3月に朱鎔基に総理の座を譲り、全国人民代表大会常務委員長に就任した。2002年4月に全国人民代表大会常務委員長として日本を訪問し、日中間の友好関係の構築について発言した。2003年に退任し、政界から引退した。
2008年2月5日に脳梗塞を起こし、北京301医院へ搬送された。半年後の9月25日に高速鉄道「和諧号」に乗車しているところを報じられ、健在が確認された。また、2009年3月に開かれた全人代にも出席した。
一方で2009年11月にカナダの明鏡網が、李鵬が重病との情報を伝えた。
2010年6月に李鵬自身が第二次天安門事件勃発直前の動向についてまとめた手記が、香港にある新世紀出版社から出版されるとの報道があった。この手記は2004年に書き上げられたものの、党政治局によって発行禁止とされたために香港での出版となったが、直前になって版権を理由に出版が差し止められた。なお同書はアメリカで出版にこぎつけているが、香港版と内容が同一であるかについては確認が取れていない。
重病説も取り沙汰されたが、89歳の誕生日を2日後に控えた2017年10月18日の中国共産党第19回全国代表大会開幕式に姿を見せた。2019年7月22日23時11分（日本時間：7月23日0時11分）、病により90歳をもって死去した。

## 子女
長男の李小鵬は太子党の一員で、元山西省の省長、現在は交通運輸部の部長である。
娘の李小琳は中国電力国際発展有限公司会長を務めた人物で、「中国電力界の女王」の異名をとった。2016年に暴露されたパナマ文書では、タックス・ヘイヴンのイギリス領ヴァージン諸島に会社を所有していたとされている。

## 年譜
- 1928年 中華民国の上海市に誕生する。（原籍：四川省成都市）
- 1941年 - 1955年 延安中学、延安自然化学院、張家口工業専門学校、北京工業学院、モスクワ動力学院 卒業
- 1945年 中国共産党入党
- 1948年 - 1955年　ソ連モスクワ動力学院留学
- 1955年 豊満発電工場副工場長、東北電業管理局
- 1966年 北京供電局党委代理書記、革命委員会主任、北京電業管理局長
- 1979年 - 1983年 電力工業部副部長、部長、水利電力部副部長などを歴任
- 1983年 国務院副総理
- 1985年 政治局委員、中央書記処書記（第12期5中全会）、国家教育委員会主任
- 1987年 政治局常務委員（第13期1中全会）
- 1988年 国務院総理、国家経済体制改革委員会主任
- 1998年 第9期全人代常務委員長
- 2003年 全人代常務委員長退任

## 「元宵」事件
『人民日報』海外版1990年3月20日号にアメリカ合衆国への中国人留学生の作として、以下の七言律詩が掲載された。
東風拂面催桃李

鷂鷹舒翅展鵬程

玉盤照海下熱涙

遊子登台思故國

休負平生報國志

人民育我勝萬金

憤起直追振華夏

且待神洲遍地春
そのまま読めば、春の訪れを待つ愛国的な留学生の気持ちを詠ったものである。しかし、右斜め上から下に「李鵬下台平民憤」（李鵬を辞めさせ民の憤りを抑える）という文が隠されていたため大騒ぎになった。「人民育我勝萬金」の列は、「人民有我勝萬金」と誤って紹介されることがある。
中文版李鹏下台嵌字诗も参照。